# Jude (film)
Jude, lansat în 1996, este un film britanic bazat pe nuvela “Jude neștiutul” (titlul original fiind “Jude the Obscure”) scrisă de Thomas Hardy și publicată în 1895. În regia lui Michael Winterbottom, filmul prezintă o zbuciumată poveste de dragoste între Jude Fawley (Christopher Eccleston) și verișoara sa, Sue Bridehead (Kate Winslet).

## Rezumat
Acțiunea filmului se desfășoară în Epoca Victoriană (1837-1901) și ne prezintă viața lui Jude Fawley, un tânăr care privește viața cu entuziasm și visează la studii universitare. Nu reușește să-și urmeze visul și se vede nevoit să se angajeze la o carieră de piatră. Ba mai mult, se căsătorește cu Arabella (Rachel Griffiths), o tânără de la sat alături de care se simte neîmplinit și foarte nefericit. 
Își păstrează speranța că va reuși să-și îndeplinească visul, iar după ce Arabella îl părăsește, pleacă la oraș cu convingerea că acolo, dacă ești dispus să muncești din greu, sigur reușești. 
La oraș o cunoaște pe Sue Bridehead, frumoasa lui verișoară, care este cel puțin la fel de inteligentă ca el. Nonconformistă, ea îi împărtășește convingerile și urăște cutumele și prejudecățile impuse de societate la fel ca el. La scurtă vreme, cei doi se îndrăgostesc și pornesc o frumoasă poveste de dragoste. 
Pentru a evita un scandal public, Jude și Sue se feresc pe cât posibil de ochii dezaprobatori ai lumii. Cei doi duc o adevărată luptă cu rigorile societății în care trăiesc și in ciuda tuturor impedimentelor, întemeiază o familie în afara legilor bisericii și a societății, la care se adaugă și fiul lui Jude din căsătoria cu Arabella, micul Jude, după cum a fost botezat de către mamă (interpretat de Ross Colvin Turnbull).
Cu 3 copii, fără o locuință și fără un loc de muncă stabil, viața acestora devine tot mai grea. Respinși de societate, sunt nevoiți să trăiască într-o sărăcie lucie, însă bucuria de a fi împreună și speranța că va fi mai bine, le dă forță să lupte. Asta până în momentul în care toți cei trei copii mor. Aceast lovitură este de nesuportat pentru Sue, care parcă-și pierde mințile, convinsă fiind că au fost pedepsiți pentru viața pe care au dus-o.
Regizorul nu păstrează întocmai scenariul cărții.

## Distribuție
| Actor                 | Rol             |
| --------------------- | --------------- |
| Christopher Eccleston | Jude Fawley     |
| Kate Winslet          | Sue Bridehead   |
| Liam Cunningham       | Phillotson      |
| Rachel Griffiths      | Arabella        |
| June Whitfield        | Mătușa Drusilla |